# エレナ・パヴロヴナ (パーヴェル1世皇女)

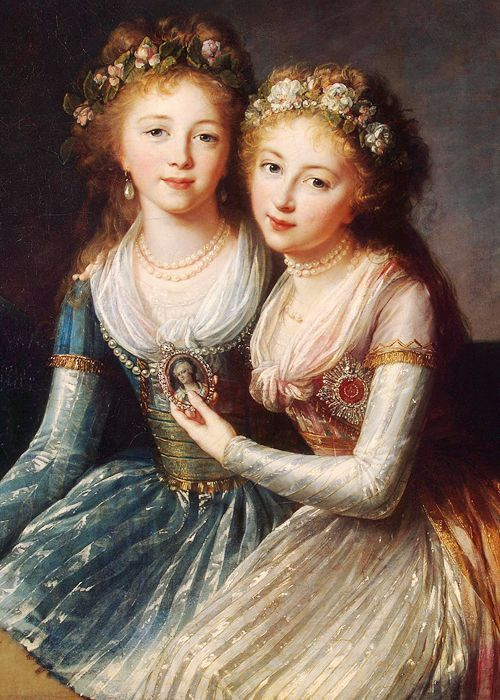
姉のアレクサンドラ（左）とエレナ（右）。エリザベート・ヴィジェ＝ルブラン画、1795年～1797年頃

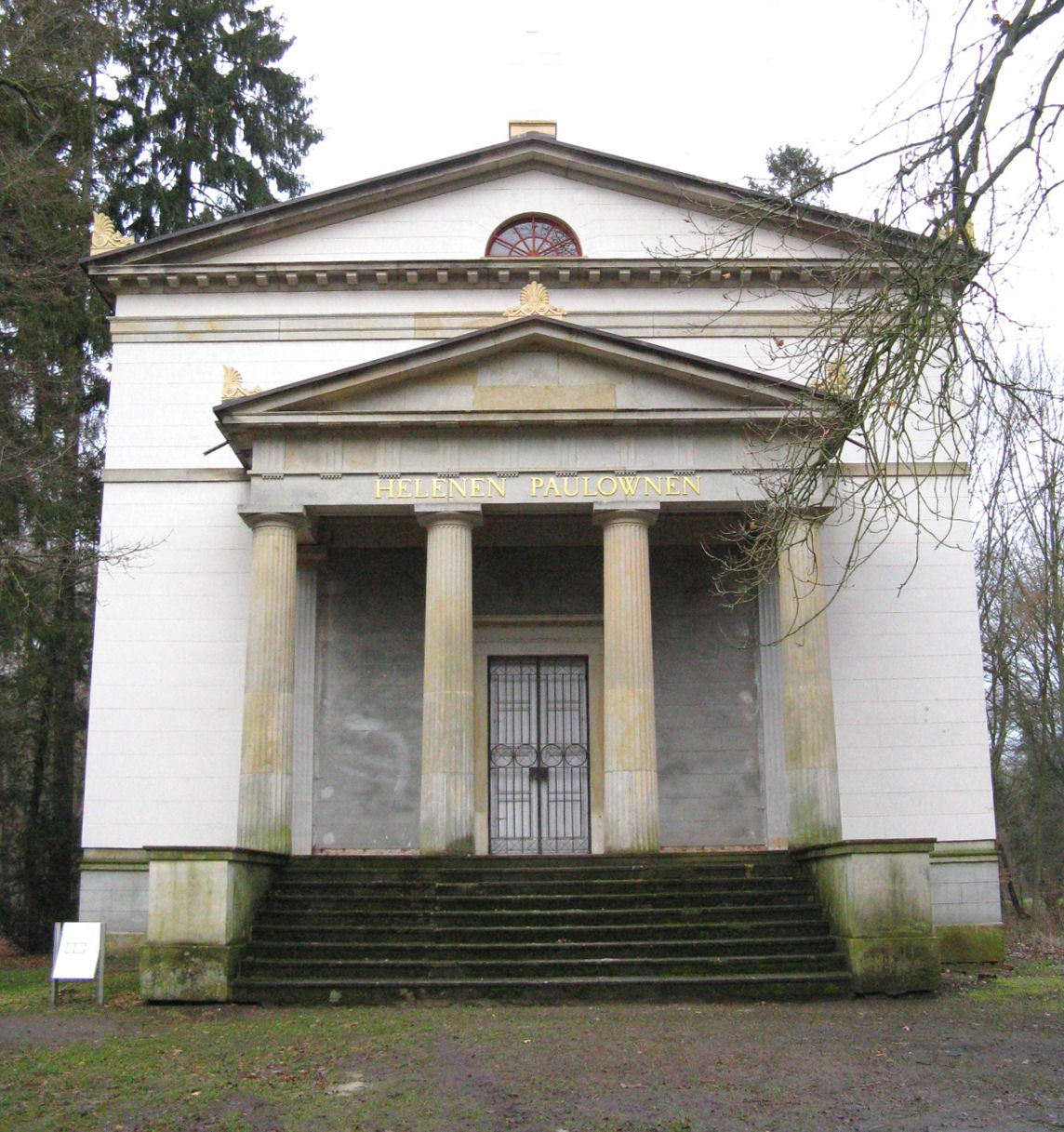
ルートヴィヒスルストにあるヘレナ・パヴロヴナ霊廟

エレナ・パヴロヴナ（ロシア語: Елена Павловна, ラテン文字転写: Elena Pavlovna, 1784年12月24日 - 1803年9月24日）は、ロシア大公女。メクレンブルク＝シュヴェリーン公世子フリードリヒ・ルートヴィヒの最初の妃。
ドイツ語名はヘレナ・パヴロヴナ・フォン・ルスラント（Helena Pawlowna von Russland）。

## 生涯
ロシア皇帝パーヴェル1世と皇后マリア（ヴュルテンベルク公女）の第四子次女として、ペテルブルクで生まれた。兄にアレクサンドル1世、コンスタンチン、姉にアレクサンドラ、弟にニコライ1世がいる。エレナは特にアレクサンドラと仲が良かった。子どもの頃は祖母エカテリーナ2世により、家庭教師をつけられて学んだ。当時の王族の女性が学ぶのは、芸術・文学・音楽が主で、良い結婚をし夫に多くの子供を生むことが求められた。
1788年、メクレンブルク＝シュヴェリーン公（のち大公）フリードリヒ・フランツ1世の長男フリードリヒ・ルートヴィヒとの結婚について交渉が始まった。正式な婚約は1789年5月5日に発表され、1799年10月23日にエレナはフリードリヒ・ルートヴィヒとペテルブルク近郊のガッチナ宮殿で結婚した。姉アレクサンドラは、その1週間後にオーストリア大公ヨーゼフ・アントンと挙式した。
ロシア皇族の女性は、自分の故国で式を挙げて数ヶ月暮らしてから嫁ぎ先へ向かうのが常であった。夫と共にシュヴェリーンへ移ったエレナは、新しい宮廷になじんでいった。翌年の1800年9月15日には長男パウル・フリードリヒ（のちの大公）を産んだ。
1801年、3月16日に姉のオーストリア大公妃アレクサンドラがブダで難産により亡くなり、そのわずか7日後には父パーヴェル1世が暗殺された。
1803年3月31日にエレナは長女を産み、娘は祖母のロシア皇后マリアとメクレンブルク＝シュヴェリーン公妃ルイーゼにちなんでマリー・ルイーゼと名付けられた。彼女はのちにザクセン＝アルテンブルク公妃となった。同年9月、エレナは重態に陥り、回復することなく9月24日に急死した。遺体はルートヴィヒスルストのヘレナ・パヴロヴナ霊廟に葬られた。夫フリードリヒ・ルートヴィヒはその後2度再婚して子も儲けたが、父フリードリヒ・フランツ1世より早く亡くなったため大公とはならなかった。

## 子女
- パウル・フリードリヒ（1800年 - 1842年）- メクレンブルク＝シュヴェリーン大公、1822年にプロイセン王女アレクサンドリーネと結婚
- マリー・ルイーゼ・フリーデリケ・アレクサンドリーネ・エリーザベト・カタリーナ（ドイツ語版）（1803年 - 1862年）- 1825年にザクセン＝アルテンブルク公ゲオルクと結婚

## 補記
ドイツのシュトゥットガルトにあるシュトゥットガルト国立公文書館には、1795年から1797年の間にエレナが母方の祖父ヴュルテンベルク公フリードリヒ2世オイゲンに宛てて書いた手紙が保存されている。